# آكل الصدأ بيسكو
آكل الصدأ بيسكو (بالإنجليزية: Rust–Eater Bisco)‏ هي رواية خفيفة يابانية نشرت في 2018 وتم عمل مانغا نشرت في 2019 ومن المقرر عمل مسلسل أنمي سيعرض في 2022.